# Anisocentropus cretosus
Anisocentropus cretosus är en nattsländeart som beskrevs av Mclachlan 1875. Anisocentropus cretosus ingår i släktet Anisocentropus och familjen Calamoceratidae. Inga underarter finns listade i Catalogue of Life.